# Zeina el Tibi
Pour les articles homonymes, voir Tibi (homonymie).
Zeina el Tibi, née le 15 août 1954, est une essayiste et journaliste franco-libanaise.

## Biographie

### Famille
Zeina el Tibi appartient à l’une des plus anciennes[réf. nécessaire] familles de la presse libanaise. Son grand-père Chaker Tibi avait fondé à Beyrouth, après la Première Guerre mondiale, le journal Ikha (la Fraternité). Son oncle Afif et son père Wafic Tibi ont créé, après la Seconde Guerre mondiale, le quotidien nationaliste arabe Al Yom. Afif Tibi a été le président du Syndicat de la presse libanaise et Wafic Tibi a présidé l'Ordre des journalistes. La famille Tibi est propriétaire du quotidien al Yom et du magazine Al Ayam. 

### Origines
Elle est originaire de Barneville-Carteret, dans le département français de la Manche.

### Parcours professionnel
Zeina el Tibi est chef du bureau du magazine Al Ayam à Paris et elle donne régulièrement des analyses à plusieurs média (France 24, TV5 Monde, Medi1, RFI Doualiya). Présidente déléguée de l’Observatoire d’études géopolitiques à Paris et codirectrice de la collection Études géopolitiques aux éditions Karthala , elle est également l’auteur de plusieurs essais.
Docteur en droit public (histoire des idées politiques), Zeina el Tibi est chercheur et essayiste, spécialiste des questions relatives au dialogue des civilisations et des sociétés méditerranéennes. Membre d’Euro-Med Women Network du Centre Nord-Sud du Conseil de l’Europe et, enseignante au sein du master international d’études islamiques de l’université ouverte de Catalogne à Barcelone, codirectrice et chef du bureau de Paris du magazine libanais Al Ayam, elle préside l’Association des femmes arabes de la presse et de la communication à Paris.

## Prises de positions
Elle se prononce résolument contre le fanatisme religieux.

## Publications
- Présence de l'Islam (collectif), Paris, 1983.
- La Francophonie et le dialogue des cultures. Paris-Lausanne-Beyrouth, L'Âge d'Homme-Dar al Moualef, 2001 (traduction en arabe).
- Le Québec, l’Amérique en français. Paris, Idlivre, 2002 (traduit en arabe).
- L'Arabie saoudite à l'épreuve des temps modernes (dir. avec Charles Saint-Prot), OEG-Etudes géopolitiques, 2004.
- L'eau, nouvel enjeu géopolitique (dir. avec Charles Saint-Prot), OEG-Etudes géopolitiques, 2005.
- Djibouti au cœur de la géopolitique de la Corne de l'Afrique, dir. avec Charles Saint-Prot, OEG-Etudes géopolitiques, 2005 (traduit en anglais).
- Géopolitique du Soudan, dir. avec Charles Saint-Prot, OEG-Etudes géopolitiques, 2006.
- Quelle union pour quelle Méditerranée ?, dir. avec Charles Saint-Prot. Observatoire d'études géopolitiques, Études géopolitiques- Karthala, 2008.
- le Maroc en marche, dir. J.Y de Cara, Fr. Rouvillois, Ch. Saint-Prot. CNRS éditions, 2009
- l'enjeu du dialogue des civilisations, dir. Jean-Pierre Machelon, Charles Saint-Prot, OEG-Karthala, cl. "études géopolitiques", 2010.
- l'islam et la femme. Rappel pour en finir avec les exagérations et les clichés, DDB Desclée de Brouwer, 2013[6],[7].
- Les femmes des deux rives de la Méditerranée face à l'extrémisme. Le dialogue euro-méditerranéen au féminin (dir.), Karthala, collection « études géopolitiques », 2018.
- Mohammed VI, ou la monarchie visionnaire, éditions du Cerf, 2019, avec Charles Saint-Prot
- La condition de la femme musulmane, Paris,  éditions du Cerf, 2021